# Epiphaxum micropora
Epiphaxum micropora is een Helioporaceasoort uit de familie van de Lithotelestidae. De wetenschappelijke naam van de soort is voor het eerst geldig gepubliceerd in 1977 door Bayer & Muzik.